# Troglohyphantes drenskii
Troglohyphantes drenskii là một loài nhện trong họ Linyphiidae.
Loài này thuộc chi Troglohyphantes. Troglohyphantes drenskii được miêu tả năm 1973 bởi Deltshev.